# ルース・ミリカン
ルース・ギャレット・ミリカン（Ruth Garrett Millikan 、1933年12月19日 - ）は、生物哲学、心理哲学、言語哲学を専門とするアメリカ合衆国の哲学者である。

## 経歴
ウィルフリド・セラーズの下で学び、イェール大学より博士号を取得。ミリカンとポール・チャーチランドは、右派セラーズ主義（個人主義的セラーズ主義）の主導者としばしば見做されている。
ミシガン大学で教鞭を取るほか、名誉教授の地位にあるコネチカット大学でも長年に亘って指導している。
2002年、ジャン・ニコ賞を受賞し、パリでジャン・ニコ講義を行った。
2017年、ショック賞を論理学・哲学部門で受賞する。

## 主要な見解
ミリカンは、1989年に「生物学的意味論」 (Biosemantics) という概念を同題の論文で発表したことによってとりわけ有名である。生物学的意味論とは、哲学者がしばしば志向性と呼んでいるものについての理論である。志向性とは、ものごとが他の何か「について」のものとしてあるという現象であり、典型的な例は思考や文章である。例えば、「あなたは私のために雑用を引き受けてくれるだろう」という私の思考は、「あなた」や「私の雑用」という他のこと「について」の思考である。欲望や意図、あるいは口頭なり文書なりによる命令についても同じことが言える。
一般に志向性に関する理論のめざすところは、この現象（ものごとは別の何か「について」のものごとである）をより情報量の多い別の言葉で説明することである。こうした理論はこの「について」の本質が何に存するかということに根拠を与えようとする。化学が水の本質を説明するために「水はH2Oである」と主張するのと同じことである。したがって生物学的意味論は志向性を構成する根拠を探求する。
単語自体から推察されるように、ミリカンの理論は概して「生物学的」な用語を用いて志向性を説明する。具体的には、ものごとがそのようなあり方を選択された方法に関して、特にものごとの通常の説明の仕方に関して志向性を解説する。
ミリカンは「知識に関する自然主義的な思想」と題した記事において、進化に応じた説明を通じて得られる真の確信を擁護することこそが知識を構成するのだという見解を固持している。

## 文献
- 1984年 Language, Thought and Other Biological Categories
- 1993年 White Queen Psychology and Other Essays for Alice
- 2000年 On Clear and Confused Ideas pdf
- 2004年 The Varieties of Meaning: The 2002 Jean Nicod Lectures pdf
  - （『意味と目的の世界：生物学の哲学から』勁草書房、2007年、ISBN 978-4326199570）
- 2005年 Language: A Biological Model pdf

1993年と2005年の本は論文集である。
また、ミリカンは多くの論文を書いている。論文のリストは ここ、また草稿はここで閲覧することができる。